# 鬼高遺跡

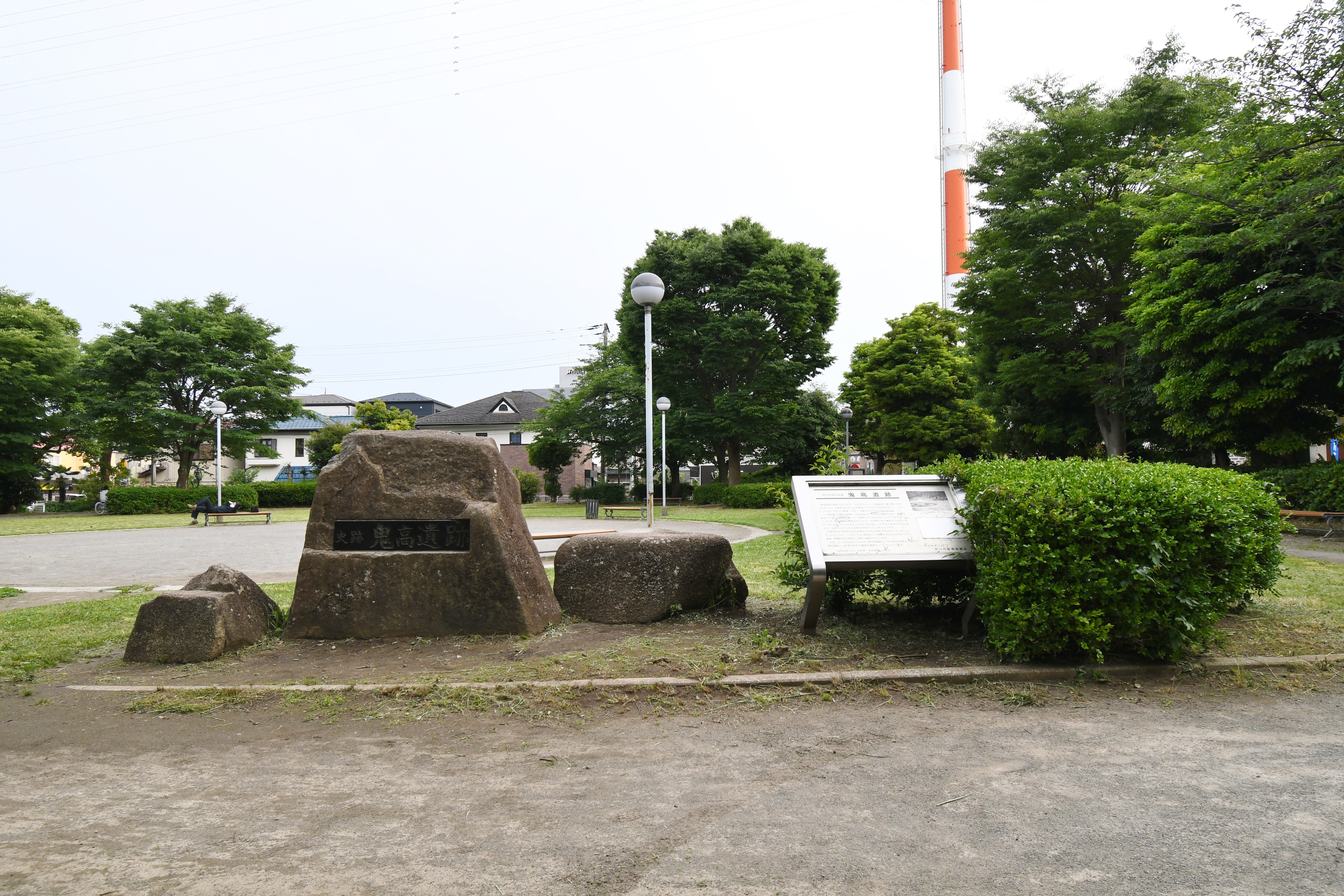
鬼高遺跡の現状（鬼高遺跡公園）。

鬼高遺跡（おにたかいせき）は、千葉県市川市鬼高に所在する古墳時代後期の海浜集落を中心とする低湿地遺跡。出土した土師器を関東地方の古墳時代後期の標準型式として「鬼高式土器」が設定され、同時期の標式遺跡となった。遺跡は市川市指定史跡に指定され、出土遺物の一部は千葉県指定有形文化財に指定されている。

## 概要

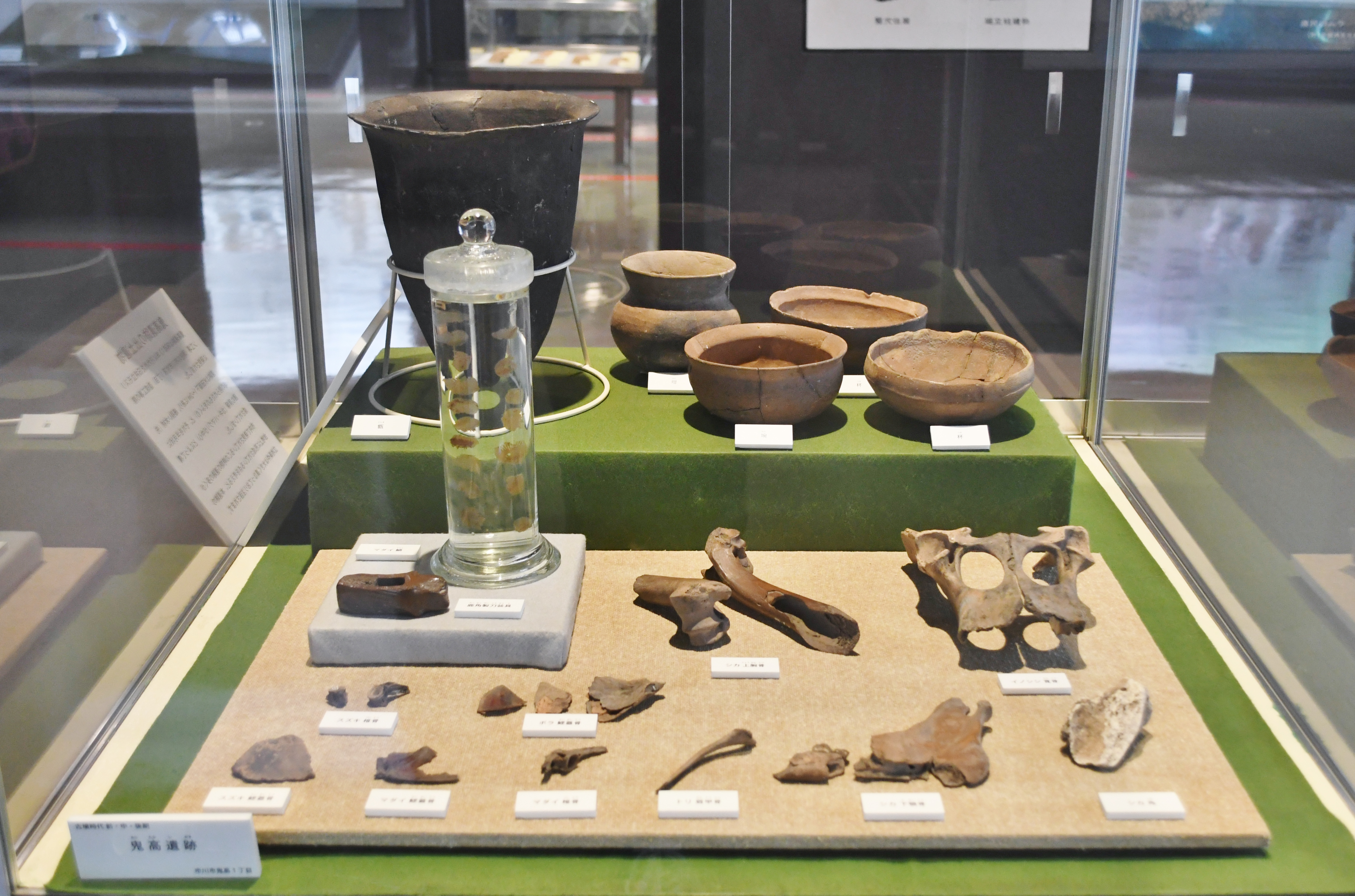
出土品（市川考古博物館展示）

下総台地の南西に広がる、江戸川が形成した沖積地に所在する。遺跡の南側では江戸川が東京湾に流入する。千葉県の遺跡地図では遺跡番号は示されていないが、種別は「包蔵地・貝塚」で、遺跡の年代は古墳時代前期から後期にかけてと登載されているが、出土遺物には古墳時代の土師器や須恵器・金属器以外に、瓦や灰釉陶器など古墳時代以降の遺物も含まれている。
1937年（昭和12年）、同地に共立モスリン株式会社の工場が建設されるにあたり、工事のため水田面を1〜2メートル掘り下げた際に貝殻や獣骨、土器、土製の漁労具、木杭などを含む遺物包含層が検出され発見された。
杉原荘介により発掘調査が実施され、翌年の1938年（昭和13年）に『人類學雑誌』上で報告された。木杭は東京湾の砂泥土中に散乱した状態で検出されたが、杭を浅瀬の海上に建て並べて居住用の高床建物（杭上建物）を建築した漁民の集落であったと推定されている。また木杭の分布範囲を半月状に取り囲むように貝塚が形成されている。
出土した壺・甕・坏・高坏・碗などの各種土師器は、杉原荘介により関東地方における古墳時代後期の標準資料とされ「鬼高式土器」の名で報告された。今日の日本考古学界でも、古墳時代後期土師器の型式名として用いられる。

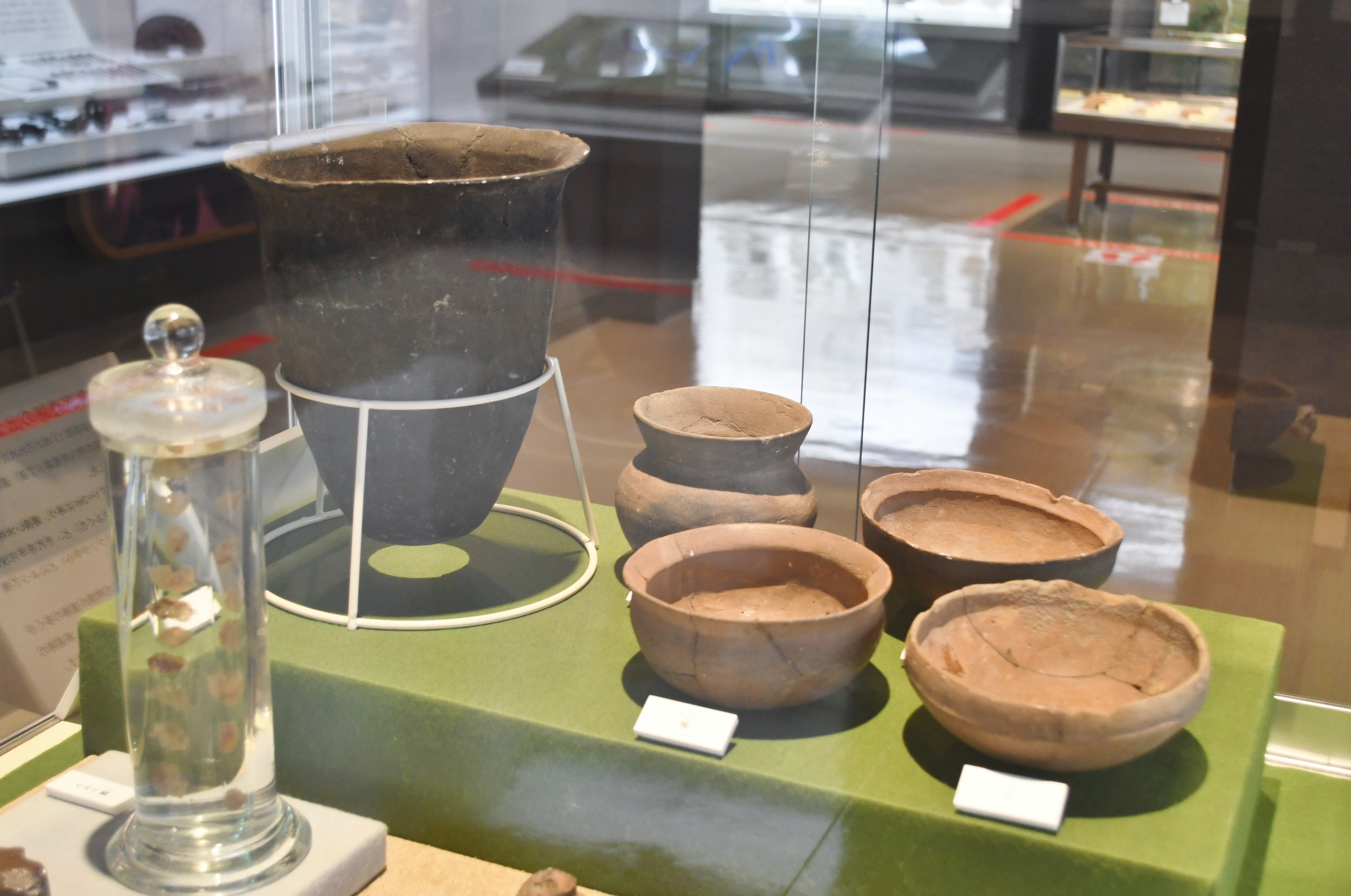
土師器

## 文化財
これら鬼高遺跡出土の遺物のうち、一部は1981年（昭和56年）4月17日に「鬼高遺跡出土一括遺物」として市川市指定有形文化財に指定され、土師器や土錘など51点は2022年（令和4年）3月8日に「鬼高遺跡出土品」として千葉県指定有形文化財に指定された（現在は市川市考古博物館が所蔵）。ただし、文化財指定された土師器の資料の中には、杉原荘介の時代より研究が深化した今日の編年からみて、古墳時代前期と中期に属する資料も多く含まれていることが判明している。
また、鬼高遺跡の現地は市川市指定史跡に指定され、鬼高遺跡公園として整備されている。